# Alexander Beck (Jurist)
Alexander Beck (* 5. August 1900 in Basel; † 9. Dezember 1981 in Bern) war ein Schweizer Jurist.

## Leben
Nach dem Studium der Rechtswissenschaft promovierte Alexander Beck 1927 an der Universität Heidelberg (Das Unrechtsbewußtsein in den deutschen Strafgesetzentwürfen) und arbeitete von 1928 bis 1930 als wissenschaftlicher Assistent an der Universität Königsberg. Nach seiner Habilitation 1930 an der dortigen Universität lehrte er in Königsberg bis 1935 als Privatdozent, bis 1939 als außerordentlicher und von 1939 bis 1942 als ordentlicher Professor. Außerdem war er von 1940 bis 1942 Gastdozent an der Universität Bern. Im Jahre 1942 wurde er auf eine ordentliche Professur Internationales Privatrecht, Antikes Recht, Privatrechtsgeschichte an der Christian-Albrechts-Universität zu Kiel berufen. Von 1947 bis 1971 wirkte er schließlich als Ordinarius für römisches Recht an der Universität Bern.
Er war Mitglied der Studentenverbindung Karlsruhensia Heidelberg.

## Publikationen (Auswahl)
- Römisches Recht bei Tertullian und Cyprian. Eine Studie zur frühen Kirchenrechtsgeschichte. Aalen 1967, OCLC 73594566.
- Grundriss des schweizerischen Erbrechts. Ein Studienbuch. Bern 1976, ISBN 3-7272-0082-0.
- Itinera iuris. Arbeiten zum römischen Recht und seinem Fortleben. Bern 1980, ISBN 3-7272-9201-6.